# Hey, Mundo!
Hey, Mundo! é o terceiro álbum de estúdio do cantor brasileiro Thiaguinho. Foi lançado em 7 de abril de 2015, pela gravadora FVA Music Solutions. Diferente de seus álbuns anteriores "Hey, Mundo!" traz um som diferente, misturando R&B contemporâneo, pop, rap e black music.

## Produção
No disco, Thiaguinho utiliza solos de guitarra, violões de aço, metais, vasos e cajon. O álbum teve colaboração de diversos artistas na produção, composição das faixas e nas canções, dentre eles estão nomes notáveis da musica brasileira como Péricles, Rogério Flausino, Rodriguinho, entre outros.

## Singles
"Pra Que Viver Nesse Mundo?" foi o primeiro single do disco, seu lançamento ocorreu em 10 de março de 2015. A canção teve a participação do cantor de pagode Rodriguinho. Na data de seu lançamento o single chegou a 44º posição na iTunes 100 Chart.
A faixa "Hey, Mundo!" entrou na parada de singles do iTunes em 7 de abril de 2015, chegando 75º posição.

## Faixas
| Hey, Mundo! — Edição padrão no Brasil |                                                |                                           |         |  |
| N.º                                   | Título                                         | Compositor(es)                            | Duração |  |
| 1.                                    | "Papinho Bobo"                                 | Leandro Alves, Bio G3                     | 2:24    |  |
| 2.                                    | "Pra que Viver Nesse Mundo?" (com Rodriguinho) | Thiaguinho, Rodriguinho, Gabriel Fernando | 3:08    |  |
| 3.                                    | "Vou Voltar pro Rolé"                          | Thiaguinho, Gabriel Barriga               | 2:26    |  |
| 4.                                    | "Tudo que Eu Não Tive com Você"                | Thiaguinho, Rodriguinho, Gabriel Barriga  | 3:56    |  |
| 5.                                    | "Já Não Dá"                                    | Gabriel Fernando                          | 3:47    |  |
| 6.                                    | "Hey, Mundo!"                                  | Thiaguinho, Rodriguinho, Filipe Duarte    | 2:37    |  |
| 7.                                    | "Fantasma" (com Péricles)                      | Thiaguinho, Rodriguinho                   | 3:48    |  |
| 8.                                    | "Só de Sacanagem"                              | Thiaguinho, Gabriel Barriga               | 3:21    |  |
| 9.                                    | "Mesmo Podendo Voar"                           | Thiaguinho, Filipe Duarte                 | 3:45    |  |
| 10.                                   | "Para pra Pensar" (com Mr. Dan)                | Davi Vianna, Douglas Lacerda, Rodriguinho | 2:52    |  |
| 11.                                   | "Não Pare!" (com Rogério Flausino)             | Thiaguinho, Rodriguinho                   | 4:28    |  |
| 12.                                   | "Dói Mais"                                     | Thiaguinho, Rodriguinho                   | 3:02    |  |
| 13.                                   | "O Amor Venceu" (com Hellen Caroline)          | Thiaguinho, Rodriguinho                   | 4:21    |  |
| 14.                                   | "Moda"                                         | Thiaguinho, Rodriguinho, Gabriel Fernando | 2:47    |  |

## Desempenho nas paradas
| Paradas (2015)              | Melhor posição |
| --------------------------- | -------------- |
| Brasil (iTunes Album Chart) | 2              |